# Rickroll

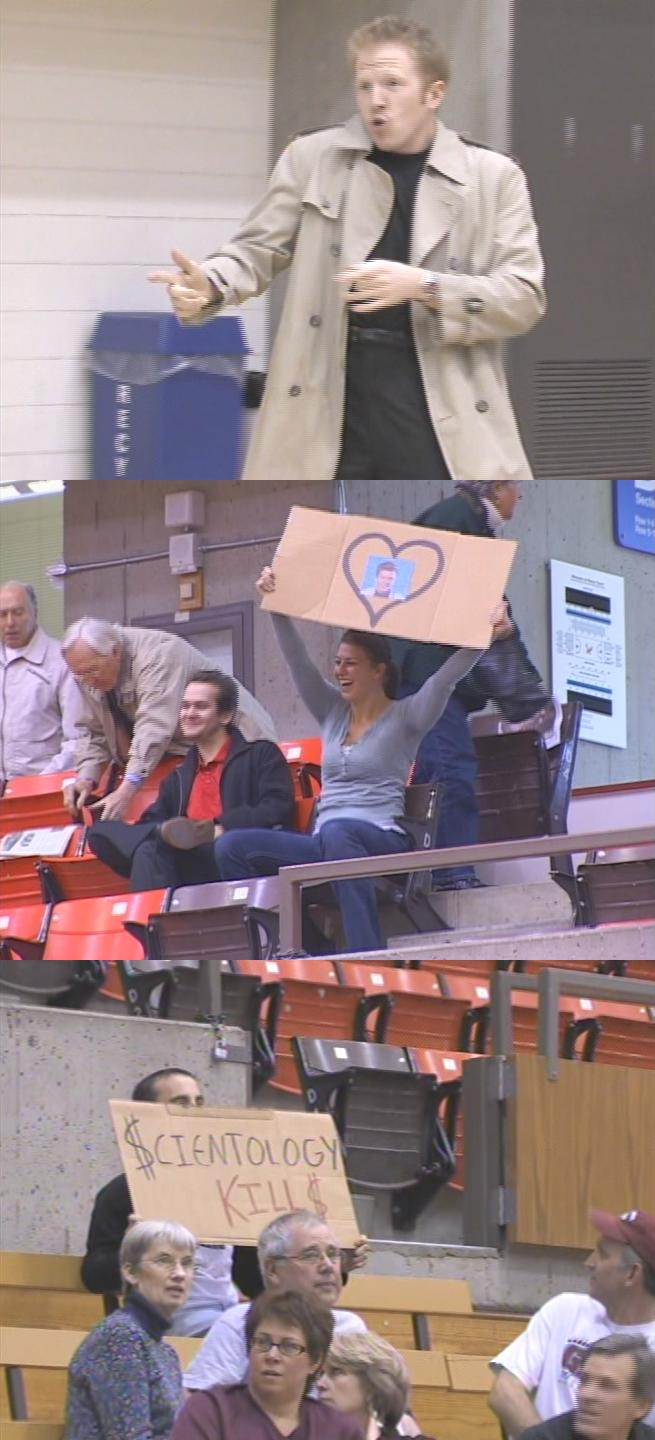
Przykład rickrollingu, który odbył się podczas meczu damskiej koszykówki EWU

Rickrolling – dowcip internetowy zawierający teledysk do utworu Ricka Astleya pt. „Never Gonna Give You Up”. Dowcip polega na wysyłaniu linku do rzekomo interesującego materiału filmowego lub strony mającej zakończyć daną dyskusję, która następnie okazuje się nagraniem wideo przedstawiającym teledysk piosenki. O ofierze dowcipu mówi się najczęściej, iż została zrickrollowana (ang. You have been rickrolled).
1 kwietnia 2008 roku (w prima aprilis) dowcip pojawił się na wielu stronach internetowych, w wiadomościach telewizyjnych oraz na stronie YouTube, gdzie promowane nagrania wideo przekierowywały użytkownika do wideo z teledyskiem. Do dowcipu dołączyły później takie serwisy jak Digg i Reddit.
Dowcip stał się bardzo popularny wśród internautów, pojawił się w różnych komiksach i na wielu stronach internetowych. Przykładowo, jeden z odcinków xkcd przedstawia zrickrollowanie samego Ricka Astleya, co nazwane jest „wielkim momentem w trollingu”. Ekspert od bezpieczeństwa komputerowego Dan Kaminsky zademonstrował luki bezpieczeństwa w stronach błędów ISP, zamieszczając teledysk Never Gonna Give You Up na stronach Facebook i PayPal. Piosenka została również użyta podczas meczu Metsów oraz damskich koszykarskich rozgrywek EWU (zdjęcie po prawej).
Rick Astley uważa, iż dowcip jest zabawny, choć sam fenomen jest dla niego zaskakujący. Ponadto w 2008 roku sam postanowił wyciąć ten żart podczas parady z okazji Święta Dziękczynienia organizowanej przez sieć sklepów Macy's, na której to niespodziewanie się pojawił i odśpiewał swój przebój z playbacku.
W 2022 roku wykonawca piosenki uhonorował mem, nagrywając remake teledysku do utworu w 35. rocznicę jego premiery w reklamie amerykańskiej firmy ubezpieczeniowej AAA Insurance.